# Hipoglicemia idiopática
A hipoglicemia idiopática é, literalmente, uma condição médica na qual o nível de glicose no sangue (glicemia) está anormalmente baixo devido a uma causa indeterminável. Este é considerado um diagnóstico incompleto e insatisfatório pelos médicos e raramente é usado por endocrinologistas, na medida em que implica uma avaliação diagnóstica inacabada. Em geral, quanto mais severa a hipoglicemia e mais claramente é demonstrada, menos é provável que permaneça "idiopática".
A hipoglicemia idiopática também pode ser um sinônimo de hipoglicemia reativa ou para hipoglicemia que não é diagnosticada por um médico e não preenche o critério da tríade de Whipple. Um termo mais preciso para essa condição é a síndrome idiopática pós-prandial.